# Mario Melchiot
Mario Melchiot (ur. 4 listopada 1976 w Amsterdamie) – holenderski piłkarz, grający na pozycji obrońcy w katarskim Umm-Salal SC.
Melchiot w latach młodzieńczych kopał piłkę w małym klubie z Amsterdamu o nazwie De Volewijckers. Dopiero potem trafił do słynnej szkółki piłkarskiej wielkiego Ajaksu Amsterdam. W sezonie 1996-1997 został włączony do kadry pierwszego zespołu i 21 sierpnia 1996 zadebiutował w Eredivisie w wygranym 1-0 meczu z NAC Breda. Łącznie w pierwszym sezonie rozegrał 23 mecze w lidze. W następnych grał coraz częściej w pierwszym składzie. Sezon 1997-1998 to 26 meczów a sezon 1998-1999 24 mecze i 1 bramka. Z Ajaksem zdobył jeden tytuł mistrzowski – w roku 1998.
W lecie 1999 roku Melchiot odszedł do angielskiej Chelsea F.C., gdzie nie wywalczył miejsca w składzie, a przeszkodziła mu też w tym kontuzja. W późniejszych latach Melchiot grał już więcej. Jednak w 2003 roku menedżer Chelsea Claudio Ranieri kupił na prawą obronę Glena Johnsona i tym samym Melchiot nie pograł zbyt wiele.
Odszedł więc w lecie 2004 do Birmingham City (Mourinho dokupił jeszcze Portugalczyka Paulo Ferreirę tym samym całkiem zamykając drogę Melchiotowi do pierwszej jedenastki). Jednak pod koniec rundy jesiennej 2005 Melchiot znów stracił miejsce w pierwszym składzie i jego odejście z drużyny Birmingham było przesądzone. Latem 2006 na zasadzie wolnego transferu przeszedł do klubu Ligue 1, Stade Rennais, gdzie wrócił do dawnej formy i jako zawodnik pierwszej jedenastki zajął 4. miejsce w lidze. W 2007 na zasadzie wolnego transferu przeszedł do Wigan Athletic, w którym grał 3 lata. W 2010 roku został piłkarzem Umm-Salal SC.
W reprezentacji Holandii Melchiot zadebiutował 11 października 2000 roku w przegranym 0-2 meczu z Portugalią. Melchiot ma na koncie 22 mecze w reprezentacji. 28 maja 2008 został powołany do kadry na Euro 2008.